# Equitazione ai Giochi della XXXII Olimpiade - Salto ostacoli individuale
La competizione di salto ostacoli individuale ai giochi olimpici della XXXII Olimpiade di Tokyo si è svolto il 3 e 4 agosto 2021 presso il Central Breakwater.

## Risultati

### Qualificazioni
| Pos. | Nazione         | Cavaliere              | Cavallo                    | Penalità | Penalità | Penalità | Tempo  | Note |
| Pos. | Nazione         | Cavaliere              | Cavallo                    | Salto    | Tempo    | Totale   | Tempo  | Note |
| ---- | --------------- | ---------------------- | -------------------------- | -------- | -------- | -------- | ------ | ---- |
| 1    | Gran Bretagna   | Ben Maher              | Explosion W                | 0.00     | 0.00     | 0.00     | 81.34  | Q    |
| 1    | Irlanda         | Darragh Kenny          | Cartello                   | 0.00     | 0.00     | 0.00     | 82.01  | Q    |
| 1    | Israele         | Ashlee Bond            | Donatello 141              | 0.00     | 0.00     | 0.00     | 82.84  | Q    |
| 1    | Paesi Bassi     | Maikel van der Vleuten | Beauville Z                | 0.00     | 0.00     | 0.00     | 84.61  | Q    |
| 1    | Canada          | Mario Deslauriers      | Bardolina 2                | 0.00     | 0.00     | 0.00     | 84.76  | Q    |
| 1    | Irlanda         | Bertram Allen          | Pacino Amiro               | 0.00     | 0.00     | 0.00     | 85.18  | Q    |
| 1    | Belgio          | Grégory Wathelet       | Nevados S                  | 0.00     | 0.00     | 0.00     | 85.20  | Q    |
| 1    | Portogallo      | Luciana Diniz          | Vertigo du Desert          | 0.00     | 0.00     | 0.00     | 85.62  | Q    |
| 1    | Gran Bretagna   | Scott Brash            | Jefferson                  | 0.00     | 0.00     | 0.00     | 85.72  | Q    |
| 1    | Svezia          | Peder Fredricson       | All In                     | 0.00     | 0.00     | 0.00     | 85.83  | Q    |
| 1    | Belgio          | Jérôme Guery           | Quel Homme de Hus          | 0.00     | 0.00     | 0.00     | 86.10  | Q    |
| 1    | Germania        | Daniel Deusser         | Killer Queen               | 0.00     | 0.00     | 0.00     | 86.14  | Q    |
| 1    | Belgio          | Niels Bruynseels       | Delux van T & L            | 0.00     | 0.00     | 0.00     | 86.67  | Q    |
| 1    | Brasile         | Yuri Mansur            | Alfons                     | 0.00     | 0.00     | 0.00     | 86.74  | Q    |
| 1    | Gran Bretagna   | Harry Charles          | Romeo 88                   | 0.00     | 0.00     | 0.00     | 86.94  | Q    |
| 1    | Svezia          | Malin Baryard-Johnsson | Indiana                    | 0.00     | 0.00     | 0.00     | 87.42  | Q    |
| 1    | Francia         | Nicolas Delmotte       | Urvoso du Roch             | 0.00     | 0.00     | 0.00     | 87.49  | Q    |
| 1    | Giappone        | Daisuke Fukushima      | Chanyon                    | 0.00     | 0.00     | 0.00     | 87.51  | Q    |
| 1    | Svizzera        | Martin Fuchs           | Clooney 51                 | 0.00     | 0.00     | 0.00     | 87.56  | Q    |
| 1    | Lettonia        | Kristaps Neretnieks    | Valour                     | 0.00     | 0.00     | 0.00     | 87.66  | Q    |
| 1    | Svezia          | Henrik von Eckermann   | King Edward                | 0.00     | 0.00     | 0.00     | 88.00  | Q    |
| 1    | Paesi Bassi     | Marc Houtzager         | Dante                      | 0.00     | 0.00     | 0.00     | 88.02  | Q    |
| 1    | Egitto          | Nayel Nassar           | Igor van de Wittemoere     | 0.00     | 0.00     | 0.00     | 88.42  | Q    |
| 1    | Giappone        | Koki Saito             | Chilensky                  | 0.00     | 0.00     | 0.00     | 88.56  | Q    |
| 1    | Irlanda         | Cian O'Connor          | Kilkenny                   | 0.00     | 0.00     | 0.00     | 88.66  | Q    |
| 26   | Norvegia        | Geir Gulliksen         | Quatro                     | 0.00     | 1.00     | 1.00     | 89.41  | Q    |
| 26   | Giappone        | Eiken Sato             | Saphyr des Lacs            | 0.00     | 1.00     | 1.00     | 90.40  | Q    |
| 26   | Svizzera        | Beat Mändli            | Dsarie                     | 0.00     | 1.00     | 1.00     | 91.46  | Q    |
| 26   | Egitto          | Mouda Zeyada           | Galanthos SHK              | 0.00     | 1.00     | 1.00     | 91.71  | Q    |
| 30   | Nuova Zelanda   | Daniel Meech           | Cinca 3                    | 0.00     | 2.00     | 2.00     | 93.87  | Q    |
| 31   | Spagna          | Eduardo Álvarez Aznar  | Legend                     | 4.00     | 0.00     | 4.00     | 83.49  |      |
| 31   | Brasile         | Marlon Zanotelli       | Edgar M                    | 4.00     | 0.00     | 4.00     | 84.11  |      |
| 31   | Svizzera        | Steve Guerdat          | Venard de Cerisy           | 4.00     | 0.00     | 4.00     | 85.62  |      |
| 31   | Paesi Bassi     | Willem Greve           | Zypria S                   | 4.00     | 0.00     | 4.00     | 86.20  |      |
| 31   | Germania        | André Thieme           | DSP Chakaria               | 4.00     | 0.00     | 4.00     | 86.45  |      |
| 31   | Stati Uniti     | Jessica Springsteen    | Don Juan van de Donkhoeve  | 4.00     | 0.00     | 4.00     | 87.15  |      |
| 31   | Rep. Ceca       | Aleš Opatrný           | Forewer                    | 4.00     | 0.00     | 4.00     | 87.17  |      |
| 31   | Cile            | Samuel Parot           | Dubai                      | 4.00     | 0.00     | 4.00     | 87.60  |      |
| 31   | Australia       | Edwina Tops-Alexander  | Identity Vitseroel         | 4.00     | 0.00     | 4.00     | 87.93  |      |
| 31   | Germania        | Christian Kukuk        | Mumbai                     | 4.00     | 0.00     | 4.00     | 88.07  |      |
| 31   | Stati Uniti     | Kent Farrington        | Gazelle                    | 4.00     | 0.00     | 4.00     | 88.57  |      |
| 42   | Israele         | Teddy Vlock            | Amsterdam 27               | 4.00     | 2.00     | 6.00     | 95.74  |      |
| 43   | Francia         | Mathieu Billot         | Quel Filou 13              | 4.00     | 3.00     | 7.00     | 98.99  |      |
| 44   | Argentina       | José Maria Larocca     | Finn Lente                 | 8.00     | 0.00     | 8.00     | 84.69  |      |
| 44   | Stati Uniti     | Laura Kraut            | Baloutinue                 | 8.00     | 0.00     | 8.00     | 85.23  |      |
| 44   | Messico         | Enrique González       | Chacna                     | 4.00     | 4.00     | 8.00     | 101.53 |      |
| 47   | Messico         | Eugenio Garza          | Armani SL Z                | 8.00     | 1.00     | 9.00     | 89.10  |      |
| 47   | Italia          | Emanuele Gaudiano      | Chalou                     | 8.00     | 1.00     | 9.00     | 89.48  |      |
| 47   | Danimarca       | Andreas Schou          | Darc de Lux                | 8.00     | 1.00     | 9.00     | 89.52  |      |
| 47   | Colombia        | Roberto Terán          | Dez' Ooktoff               | 8.00     | 1.00     | 9.00     | 89.71  |      |
| 47   | Taipei cinese   | Jasmine Chen           | Benitus di Vallerano       | 8.00     | 1.00     | 9.00     | 91.01  |      |
| 52   | Argentina       | Martín Dopazo          | Quintino 9                 | 8.00     | 2.00     | 10.00    | 93.39  |      |
| 52   | Cina            | Li Zhenqiang           | Uncas S                    | 8.00     | 2.00     | 10.00    | 95.79  |      |
| 52   | Francia         | Pénélope Leprevost     | Vancouver de Lanlore       | 8.00     | 2.00     | 10.00    | 96.82  |      |
| 55   | Rep. Ceca       | Anna Kellnerová        | Catch Me If You Can OLD    | 12.00    | 0.00     | 12.00    | 86.55  |      |
| 55   | Messico         | Manuel González        | Hortensia van de Leeuwerk  | 12.00    | 0.00     | 12.00    | 88.23  |      |
| 57   | Nuova Zelanda   | Bruce Goodin           | Danny V                    | 12.00    | 1.00     | 13.00    | 90.18  |      |
| 57   | Ucraina         | Oleksandr Prodan       | Casanova F Z               | 12.00    | 1.00     | 13.00    | 92.17  |      |
| 57   | Argentina       | Fabian Sejanes         | Emir                       | 12.00    | 1.00     | 13.00    | 92.49  |      |
| 60   | Marocco         | El Ghali Boukaa        | Ugolino Du Clos            | 12.00    | 2.00     | 14.00    | 93.13  |      |
| 60   | Rep. Dominicana | Hector Florentino      | Carnaval                   | 12.00    | 2.00     | 14.00    | 95.53  |      |
| 62   | Egitto          | Abdel Said             | Bandit Savoie              | 8.00     | 7.00     | 15.00    | 113.40 |      |
| 63   | Marocco         | Abdelkebir Ouaddar     | Istanbull V.h Ooievaarshof | 16.00    | 0.00     | 16.00    | 87.52  |      |
| 64   | Nuova Zelanda   | Uma O'Neill            | Clockwise of Greenhill Z   | 16.00    | 1.00     | 17.00    | 91.45  |      |
| 65   | Cina            | Zhang Xingjia          | For Passion d'Ive Z        | 16.00    | 2.00     | 18.00    | 93.60  |      |
| —    | Australia       | Katie Laurie           | Casebrooke Lomond          | EL       | EL       | EL       | EL     | EL   |
| —    | Cina            | Zhang You              | Caesar                     | EL       | EL       | EL       | EL     | EL   |
| —    | Rep. Ceca       | Kamil Papoušek         | Warness                    | EL       | EL       | EL       | EL     | EL   |
| —    | Giordania       | Ibrahim Bisharat       | Blushing                   | EL       | EL       | EL       | EL     | EL   |
| —    | Israele         | Alberto Michán         | Cosa Nostra                | WD       | WD       | WD       | WD     | WD   |
| —    | Sri Lanka       | Mathilda Karlsson      | Chopin VA                  | WD       | WD       | WD       | WD     | WD   |
| —    | Siria           | Ahmad Hamcho           | Deville                    | WD       | WD       | WD       | WD     | WD   |
| —    | Marocco         | Ali Al-Ahrach          | USA de Riverland           | WD       | WD       | WD       | WD     | WD   |

### Finale
| Pos. | Nazione       | Cavaliere              | Cavallo                | Penalità | Penalità | Penalità | Tempo | Note |
| Pos. | Nazione       | Cavaliere              | Cavallo                | Salto    | Tempo    | Totale   | Tempo | Note |
| ---- | ------------- | ---------------------- | ---------------------- | -------- | -------- | -------- | ----- | ---- |
| 1    | Paesi Bassi   | Maikel van der Vleuten | Beauville Z            | 0.00     | 0.00     | 0.00     | 85.31 | JO   |
| 1    | Svezia        | Henrik von Eckermann   | King Edward            | 0.00     | 0.00     | 0.00     | 85.48 | JO   |
| 1    | Gran Bretagna | Ben Maher              | Explosion W            | 0.00     | 0.00     | 0.00     | 85.67 | JO   |
| 1    | Svezia        | Peder Fredricson       | All In                 | 0.00     | 0.00     | 0.00     | 86.77 | JO   |
| 1    | Svezia        | Malin Baryard-Johnsson | Indiana                | 0.00     | 0.00     | 0.00     | 87.22 | JO   |
| 1    | Giappone      | Daisuke Fukushima      | Chanyon                | 0.00     | 0.00     | 0.00     | 87.57 | JO   |
| 7    | Irlanda       | Cian O'Connor          | Kilkenny               | 0.00     | 1.00     | 1.00     | 88.45 |      |
| 7    | Gran Bretagna | Scott Brash            | Jefferson              | 0.00     | 1.00     | 1.00     | 88.45 |      |
| 9    | Belgio        | Grégory Wathelet       | Nevados S              | 4.00     | 0.00     | 4.00     | 84.26 |      |
| 10   | Portogallo    | Luciana Diniz          | Vertigo du Desert      | 4.00     | 0.00     | 4.00     | 84.69 |      |
| 11   | Israele       | Ashlee Bond            | Donatello 141          | 4.00     | 1.00     | 5.00     | 88.02 |      |
| 12   | Francia       | Nicolas Delmotte       | Urvoso du Roch         | 4.00     | 1.00     | 5.00     | 88.04 |      |
| 13   | Giappone      | Koki Saito             | Chilensky              | 4.00     | 1.00     | 5.00     | 89.82 |      |
| 14   | Belgio        | Jérôme Guery           | Quel Homme de Hus      | 4.00     | 3.00     | 7.00     | 99.84 |      |
| 15   | Irlanda       | Bertram Allen          | Pacino Amiro           | 8.00     | 0.00     | 8.00     | 84.64 |      |
| 16   | Svizzera      | Martin Fuchs           | Clooney 51             | 8.00     | 0.00     | 8.00     | 84.99 |      |
| 17   | Irlanda       | Darragh Kenny          | Cartello               | 8.00     | 0.00     | 8.00     | 85.11 |      |
| 18   | Germania      | Daniel Deusser         | Killer Queen           | 8.00     | 0.00     | 8.00     | 85.69 |      |
| 19   | Egitto        | Mouda Zeyada           | Galanthos SHK          | 8.00     | 0.00     | 8.00     | 86.63 |      |
| 20   | Brasile       | Yuri Mansur            | Alfons                 | 8.00     | 0.00     | 8.00     | 87.27 |      |
| 21   | Paesi Bassi   | Marc Houtzager         | Dante                  | 12.00    | 1.00     | 13.00    | 88.10 |      |
| 22   | Canada        | Mario Deslauriers      | Bardolina 2            | 12.00    | 1.00     | 13.00    | 88.51 |      |
| 23   | Lettonia      | Kristaps Neretnieks    | Valour                 | 12.00    | 1.00     | 13.00    | 88.75 |      |
| 24   | Egitto        | Nayel Nassar           | Igor van de Wittemoere | 12.00    | 1.00     | 13.00    | 89.63 |      |
| 25   | Giappone      | Eiken Sato             | Saphyr des Lacs        | 16.00    | 0.00     | 16.00    | 84.67 |      |
| —    | Belgio        | Niels Bruynseels       | Delux van T & L        | EL       | EL       | EL       | EL    | EL   |
| —    | Nuova Zelanda | Daniel Meech           | Cinca 3                | EL       | EL       | EL       | EL    | EL   |
| —    | Gran Bretagna | Harry Charles          | Romeo 88               | WD       | WD       | WD       | WD    | WD   |
| —    | Norvegia      | Geir Gulliksen         | Quatro                 | WD       | WD       | WD       | WD    | WD   |
| —    | Svizzera      | Beat Mändli            | Dsarie                 | WD       | WD       | WD       | WD    | WD   |

### Jump-Off
| Pos. | Nazione       | Cavaliere              | Cavallo     | Penalità | Timpo (s) |
| ---- | ------------- | ---------------------- | ----------- | -------- | --------- |
|      | Gran Bretagna | Ben Maher              | Explosion W | 0        | 37.85     |
|      | Svezia        | Peder Fredricson       | All In      | 0        | 38.02     |
|      | Paesi Bassi   | Maikel van der Vleuten | Beauville Z | 0        | 38.90     |
| 4    | Svezia        | Henrik von Eckermann   | King Edward | 0        | 39.71     |
| 5    | Svezia        | Malin Baryard-Johnsson | Indiana     | 0        | 40.76     |
| 6    | Giappone      | Daisuke Fukushima      | Chanyon     | 0        | 43.76     |